# Behind the Scenes (film 1910)
Behind the Scenes è un cortometraggio muto del 1910 diretto da Bert Haldane.

## Trama
Un clown lascia sul letto di morte la moglie per andare in scena con il suo numero da pagliaccio.

## Produzione
Il film fu prodotto dalla Hepworth.

## Distribuzione
Distribuito dalla Hepworth, il film - un cortometraggio di 99 metri - uscì nelle sale cinematografiche britanniche nell'agosto del 1910.
Si conoscono pochi dati del film che, prodotto dalla Hepworth, fu distrutto nel 1924 dallo stesso produttore, Cecil M. Hepworth. Fallito, in gravissime difficoltà finanziarie, il produttore pensò in questo modo di poter almeno recuperare il nitrato d'argento della pellicola.